# Província de Saïda
La província o wilaya de Saïda (àrab: ولاية سعيدة, wilāyat Saʿīda) és una província o wilaya d'Algèria. La seva capital és Saïda. Altres ciutats són Maamora o Youb.

## Territori i població
Té una àrea de 6.631 km², que en termes d'extensió és equivalent a la meitat de Montenegro. La població de la província de Saïda és de 279.526 habitants (cens de 2008). La seva densitat de població és de 42,2 hab/km².